# Brasiliens Grand Prix 2002
Brasiliens Grand Prix 2002 var det tredje av 17 lopp ingående i formel 1-VM 2002.

## Resultat
1. Michael Schumacher, Ferrari, 10 poäng
2. Ralf Schumacher, Williams-BMW, 6
3. David Coulthard, McLaren-Mercedes, 4
4. Jenson Button, Renault, 3
5. Juan Pablo Montoya, Williams-BMW, 2
6. Mika Salo, Toyota, 1
7. Eddie Irvine, Jaguar-Cosworth
8. Pedro de la Rosa, Jaguar-Cosworth
9. Takuma Sato, Jordan-Honda
10. Jacques Villeneuve, BAR-Honda (varv 68, motor)
11. Mark Webber, Minardi-Asiatech
12. Kimi Räikkönen, McLaren-Mercedes (67, fälj)
13. Alex Yoong, Minardi-Asiatech

### Förare som bröt loppet
- Nick Heidfeld, Sauber-Petronas (varv 61, bromsar)
- Jarno Trulli, Renault (60, motor)
- Felipe Massa, Sauber-Petronas (41, kollision)
- Allan McNish, Toyota (40, snurrade av)
- Olivier Panis, BAR-Honda (25, växellåda)
- Heinz-Harald Frentzen, Arrows-Cosworth (25, upphängning)
- Enrique Bernoldi, Arrows-Cosworth (19, upphängning)
- Rubens Barrichello, Ferrari (16, hydraulik)
- Giancarlo Fisichella, Jordan-Honda (6, motor)

## VM-ställning
| Förarmästerskapet 1. Michael Schumacher, Ferrari, 24 2. Ralf Schumacher, Williams-BMW, 16 3. Juan Pablo Montoya, Williams-BMW, 14 | Konstruktörsmästerskapet 1. Williams-BMW, 30 2. Ferrari, 24 3. McLaren-Mercedes, 8 |